# Narodowi Syndykaliści (Portugalia)

Krzyż Zakonu Rycerzy Chrystusa, używany przez portugalskich Narodowych Syndykalistów.

Ruch Narodowych Syndykalistów (port. Movimento Nacional-Sindicalista, MNS) był skrajnie prawicowym faszystowskim i narodowo-syndykalistycznym ruchem, który przez krótki czas istniał w Portugalii w latach 30. XX wieku. Wywarł on spory wpływ m.in. na hiszpańską Falangę.
Pod przywództwem Francisco Rolão Preto, MNS pojawił się w 1932 roku, wykorzystując tradycje monarchistyczne i tzw. integralizm lusitański (Integralismo Lusitano) utworzył platformę programową, która zdaniem członków MNS miała doprowadzić do pełnego korporacjonizmu, będącego alternatywą wobec tak kapitalizmu, jak i komunizmu. Wzięli sobie oni za symbol krzyż Zakonu Rycerzy Chrystusa, aby podkreślić chrześcijański etos. Stworzono także milicję MNS, która stała się znana jako "Niebieskie koszule" (Camisas azuis) z powodu koloru ich uniformów (inspirowanych "Czarnymi Koszulami" Benito Mussoliniego). Członkowie tej organizacji pozdrawiali się także salutem rzymskim.
Narodowi Syndykaliści odnosili się krytycznie wobec reżimu António de Oliveira Salazara, twierdząc iż jego Estado Novo nie zrewolucjonizowało państwa portugalskiego w wystarczającym stopniu. Jednak nie zostali pomimo tego poddani represjom, głównie z powodu przyjaźni pomiędzy Salazarem i Preto. Dyktator pozwolił nawet MNS odbyć ogólnokrajowy kongres w listopadzie 1933 roku. Wkrótce potem wielu członków MNS zostało "przyciągniętych" przez reżim i poparło rząd, doprowadzając do rozłamów. Salazar ogłosił rozwiązanie organizacji 29 lipca 1934 roku.
Pomimo tego Preto kontynuował tajną działalność, łącząc różne ruchy w opozycji względem rządu. Byli to umiarkowani monarchiści, prawicowi członkowie Portugalskiej Partii Republikańskiej, a nawet paru socjalistów i anarchistów, którzy chcieli po prostu obalenia reżimu. Rewolta miała miejsce 10 września 1935 roku, ale spiskowcom nie udało się pozyskać szerokiego poparcia (ich działania wsparły jedynie nieduże grupy żołnierzy na pokładzie statku Bartolomeu Dias i w dzielnicy Lizbony, Penha de França). Próbę zamachu zdławiono niemal natychmiast. W rezultacie Preto został zmuszony do emigracji, a Narodowi Syndykaliści byli prześladowani tak jak pozostali opozycjoniści.

## Literatura
- S. U. Larsen, B. Hagtvet, J. P. Myklebust, Who Were the Fascists: Social Roots of European Fascism, Oslo 1980.